# صموئيل ألفرد روس
صموئيل ألفرد روس (بالإنجليزية: Samuel Alfred Ross)‏ هو صحفي وسياسي ليبيري، ولد في 29 أكتوبر 1870 في ليبيريا، وتوفي في 10 ديسمبر 1929. حزبياً، نشط في True Whig Party ‏. وقد انتخب عضو مجلس شيوخ  ليبيريا ‏ وانتخب نائب رئيس ليبيريا ‏ (5 يناير 1920 – 1924).